# Carpinus pubescens
Carpinus pubescens — вид квіткових рослин з родини березових. Поширення: пн.-цн. і пд.-цн. Китай, В'єтнам.

## Біоморфологічна характеристика
Це дерево до 17 метрів заввишки; кора коричнево-сіра. Гілочки темно-коричневі, рідко ворсинчасті або голі. Ніжка листка 4–15 мм, рідко запушена або майже гола. Листкова пластинка довгаста, довгасто-ланцетна, яйцеподібно-ланцетна або яйцеподібно-еліптична, рідко яйцеподібна або еліптична, 5–10 × 2–3.5 см, знизу рідко ворсинчаста вздовж жилок, борідчаста в пазухах бічних жилок, зверху гола, основа майже округло-клиноподібна, майже округла або майже серцеподібна, іноді нерівна, край регулярно і подвійно дрібно-пилчастий, верхівка загострена, рідко гостра; бічних жилок 12–14 з кожного боку від середньої жилки. Жіноче суцвіття 5–7 × 1–2.5 см. Горішок широкояйцеподібний, 3–4 × 2–3 мм, густо запушений, рідко голий, ворсинчастий на верхівці, рідко смолистий, залозистий, чітко ребристий. Цвітіння: травень і червень, плодіння: липень — вересень.

## Середовище
Населяє ліси в долинах, зарості на гірських вершинах, на вапняку; на висотах 450–2000 метрів